# Reprezentacja Belgii na Mistrzostwach Świata w Narciarstwie Klasycznym 2005
Reprezentacja Belgii na Mistrzostwach Świata w Narciarstwie Klasycznym 2005 w Oberstdorfie liczyła dwóch zawodników - biegaczy narciarskich.

## Wyniki

### Biegi narciarskie

#### Mężczyźni
15 km stylem dowolnym
- Thorsten Langer - 104. miejsce
- Stephan Langer - 108. miejsce

Bieg pościgowy 2x15 km
- Thorsten Langer - nie ukończył
- Stephan Langer - nie ukończył